# Sant Jeroni d'Argelers
Sant Jeroni d'Argelers, anomenat habitualment simplement Sant Jeroni, és una ermita del costat del santuari de Nostra Senyora de Vida, del terme comunal d'Argelers, a la comarca del Rosselló, de la Catalunya del Nord.
Està situada a la zona central-occidental del terme, a més de dos quilòmetres i mig al sud-oest en línia recta del nucli principal de la vila d'Argelers.

## Història
No hi ha dades documentals d'aquest edifici anteriors al 1688, tot i que alguns historiadors l'han volguda vincular amb una capella dedicada a sant Jaume esmentada el 1068, que no s'ha pogut identificar fins ara.

## La construcció
Es tracta d'una església petita, d'una sola nau coberta amb volta de canó seguit. A llevant, la capçalera presenta un absis molt aprofundit, respecte de les proporcions del temple. La nau fa 3,40 per 3 metres, amb una forma quasi quadrangular. L'absis fa uns 2,5 metres interiors, per tant, les seves mides no difereixen gaire de les de la nau. És una edificació del segle x, feta amb petits blocs trencats de granit, fortament relligats amb morter. L'arc triomfal és lleugerament ultrapassat, i conserva tres finestres d'una sola esqueixada.